# Rana
 Ovo je glavno značenje pojma Rana. Za rod žaba iz porodice Ranidae pogledajte Rana (rod).
Rana (lat. vulnus) je fizička ozljeda živog tkiva, koja zahvaća kožu ili sluznicu i može prodrijeti u dublje slojeve tkiva u različitom stupnju.

## Povijest
I. Pretpovijest
Zbog jako niskog stupnja razvoja i nedostatka odgovarajuće opreme, a stalno u sukobu s prirodom i problemima potrage za hranom, pretpovijesni čovjek je vrlo često bio izložen mnogobrojnim ozljedama. Kontrola krvarenja i prekrivanje rane "oblozima" (blato, mahovina, kora hrasta), bili su prvi čovjekovi koraci u liječenju rana. Kod  Kromanjonaca (36.000 g. pr. Kr.) - pronađena su oruđa slična skalpelu i koštane igle s ušicama, a 4000-1800 g. pr. Kr. - pronađeni su vidljivi pokušaji kirurških zahvata na ostacima lubanje. 
II. Egipatsko carstvo
Rane su se u starom Egiptu smatrale  "Božjom kaznom" pa se u njihovom liječenju isprepliće medicina, religija i magija. Opis liječenja rana pronađen je zapisan na papirusu koji datira iz 1700 g. pr. Kr.; 
- Rane su prekrivane - životinjskim izmetom, medom i smolom
- Na rane su stavljane mirisne smole s jakim i neprijatnim mirisom
- Živa se upotrebljavala za uništavanje bakterija a rane su čišćene uporabom vode i mlijeka
- Kao obloga za rane korišteni su i masni jastučići od vune s kaučukom.

Oko 1600 g. pr. Kr. Egipćani upotrebljavaju vunena vlakna za ušivanje rana. 
III. Grčko, antičko doba
U liječenju rana stari Grci koristili su sljedeće metode; 
- Usijano željezo za kauterizaciju rane  (Homer - Ilijada: 800 g. pr. Kr.)
- Ispiranje rane toplom vodom, octom ili vinom
- Ušivanje krajeva rane
- Prekrivanje rane vunenom tkaninom prokuhanom u vodi
- Pranje ruku i rezanje noktiju

Hipokrat (460. – 377. g. pr. Kr.) unosi napredak u liječenju rana i prvi daje opis primarnog i sekundarnog zarastanja rane 
IV. Starorimsko doba
- U ovom povijesnom razdoblju napisano je preko 300 knjiga o liječenju rana.
- Celsus(25 g. Pne - 50. g.) Opisuje klasične znake infekcije rane: Rubor (crvenilo), Tumor (otok), Calor (toplota) i Dolor (bol), i u liječenju rana preporučuje primjenu agresivnih metoda.
- Galen (130 g. - 200 g.) Predlaže uporabu slane vode i vina za čišćenje rana
- Dresinziu liječenje rane uvodi uporabu ulja, kruha, pšenice i vina za ispunjavanja šupljina rane (podaci iz Biblije)

V. Novi vijek
- Semmelweis 1847., uvodi u medicinsku praksu pranje ruku klornim vapnom.
- Louis Pasteur 1860. prvi uvodi u suvremeno liječenje sterilizaciju
- Lister (1812. – 1912.) uvodi dezinfekciju karbolnom kiselinom
- Bergman 1878. uvodi u svakodnevnu praksu primjenu starilizacije toplinom - asepsa
- Fürbinger 1880. uvodi u kirurgiju klasično kirurško pranje ruku
- Halstedt 1890. prvi predlaže uporabu kirurških rukavica
- Friedrich 1898. započinje s ekscizijom rubova rane radi uklanjanja nekrotičnog (mrtvog) tkiva i bakterija.

 IV.Suvremeno doba
- Ternerom (1990.) propisuje kriterije koje treba imati idealna obloga za rane:[2]

1. da uklanja eksudaciju,
2. podržava vlažno okruženje u rani,
3. osigurava propusnost za kisik,
4. održava temperaturu okoliša oko rane,
5. sprečava infekciju rane,
6. ne sadrži otrovne sastojke,
7. da se može ukloniti bez oštećenja tkiva.

## Vrste rana prema mehanizmu nastanka[1]
- Nagnječenja - (lat. v. contusum) su rane nastale prilikom pada s visine ili udarca tupim mehaničkim predmetom ili oružjem. Njih karakterizira nagnječenje i krvlju podliveni rubovi.
- Razderotine - (lat. v.lacerum) su rane nastale u kontaktu s tupim ili oštrim predmetima ili pri padu s visine, nepravilnih su rubova i često sa znacima nečistoća i infekcije.
- Nagnječnorazderna rana - (lat. v.lacerocontusum) je s osobinama nagnječenja i razderotine i izazvana je tupim ili oštrim predmetom ili pri padu s visine. Ovaj tip rane može nastati i pri otvorenim prelomima kostiju.
- Prostrijelna rana - (lat. v.sclopetarium) spada u ovu grupu rana, a izazvana je vatrenim oružjem. Ove rane su različitog oblika, od točkastog do zvijezdastog. Njihov izgled zavisi od vrste projektila ili eksplozivnih dijelova koji dolaze iz neposredne blizine. Djelovanje projektila objašnjava se na taj način što on velikom kinetičkom energijom razara tkivo snažnim pritiskom zbog širenja zraka,  i vakuma koji slijedi nakon prodora projektila.
- Posjekotina - (lat. v.incisum) je rana izazvana oštrim oruđem. Ona je pravilnih rubova i obično bez primjesa nečistoća i rijetko sa znacima infekcije.
- Ujedina - (lat. v. morsum) je rana izazvana dubokim prodiranjem zuba životinje ili čovjeka i obično je inficirana.
- Ubodina - (lat. v. punctum) je rana najčešće točkastog oblika izazvana ubodom insekta ili mehaničkih šiljatih predmeta koji prodiru duboko u tkivo.
- Oguljotina - (lat. excoriatio) je rana gdje je oštećen samo površni dio kože.

## Vrste rana prema stanju kože[1]
- Nepenetrantna  (zatvorena) rana - (lat. v. nonpenetrans) obilježava je očuvanje kože, ali sa znacima oštećenja dubljih tkiva.
- Otvorena rana - (lat. v.penetrans) obilježava se prekidom cjeline kože, a rana dolazi u kontakt s atmosferom.
- Probojna rana - (lat. v. perforans) je ozljeda koja prodire u neki organ ili tjelesnu šupljinu.
- Potkožna rana - (lat. v.subcutaneum) je rana koja zahvaća samo kožu i potkožno tkivo.

## Vrste rana prema zagađenju[1]
- Nezagađena rana - (lat. v. asepticum) je ona koja nije zagađena mikroorganizmima i drugim nečistoćama.
- Zagađena rana - (lat. v.inflamata) je ona koja je zagađena mikroorganizmima i drugim nečistoćama.

## Fiziologija zarastanja rane
Proces zarastanja rane prolazi kroz četiri faze:
1. Vaskularni odgovor ili hemostaza (zaustavljanje krvarenja ); Ovu fazu karakterizira; 
- Krvarenje rane, koje ima ulogu prirodnog ispiranje rane od manjih stranih tijela,
- Vazokonstrikcija (stezanje) krvnih žila s ciljem zaustavljanja krvarenja
- Povezivanje, agregacija i spajanje trombocita, ili zgrušavanje krvi
- Koagulacija, stvaranje fibrina iz fibrinogena i matriksa u koji migriraju stanice.

2. Upalna faza; Ova faza javlja se u dva oblika, 
- Rana upala rane, koje nastaje 24 - 48 sata nakon ozljede i karakterizira se formiranjem granulocita, odstranjenjem bakterija i stranog sadržaja iz rane,
- Kasna upala rane, nastaje nakon 48 do 72 sata nakon ozljede, a karakterizira je dominantno umnožavanje fagocita i limfocita (fagocitoza i limfocitoza), praćena oslobađanjem tumor nekrotičkog faktora. Umnožavanje oba ova tipa stanica ima presudnu ulogu u čišćenju rane digestiji bakterija i oslobađanju proteolitičkih enzima koji uništavaju strana tijela i mobilne izlučevine.

3. Proliferativna faza; nastaje nakon 5. – 7. dana i traje do 2-3 tjedna od nastanka ozljede. Ovu fazu karakterizira sinteza kolagena od strane fibroblasta (tip I - XII) koji je presudan element u fazi zarastanja rane. Kolagen daje čvrstoću i integritet tkiva. Na ovaj proces nadovezuje se angiogeneza ili granulacija (stvaranje novih krvnih žila), kontrakcija (skupljanje krajeva rane) i epitelizacija. 
4. Maturacija ili faza remodelacije oštećenog tkiva; Ova faza traje od 21. dan do 1 godine od trenutka ozljede. 
Ako zarastanje rane zastane u nekoj od gore navedenih faza, rana prelazi u kronični oblik čiji proces zarastanja traje izuzetno dugo. 

## Liječenje
Liječenje rana, akutnih ili kroničnih, danas zahtijeva značajnu stručnost, iskustvo, 
timski rad i znanje o različitim sredstvima proizvedenim za tu svrhu. Proučavanje rane i stalna briga za njeno pravilno liječenje je u stalnom porastu, a razvija se i posebno specifično područje u medicini i farmaciji, s vlastitim stručnjacima i profesionalcima, koji se isključivo bave ranama. Oni koji se bave ranom, sve više postaju svjesni potrebe za znanjem o suvremenom načinu liječenja, ali i o poznavanju suvremenih sredstava i jedinstvenom pristupu u ranom zbrinjavanju i obrazovanju pacijenata. 
Međutim, postoji mnogo problema vezanih za suvremen doktrinarni i jedinstven pristup rani. 
Nedostatka i nedostupnosti modernih sredstava za zbrinjavanje rana, (naročito u nedovoljno razvijenim društvima), jedan je od glavnih čimbenika. Zato se u većini zemalja i dalje pribjegava tradicionalnim načinima liječenja rana, koji je; sporiji, više bolan, više rizičan a često i skuplji. 
Iako je nakon drugog svjetskog rata u praksu uveden cijeli niz novih sredstava za liječenje rana i dalje primat u svijetu ima primjena klasične pamučne poveske (gaze) i raznih kemijskih otopina. 
Tretman rana uključuje pregled, čišćenje i zatvaranje rana. Ako se radi o nedavno nastaloj rani ona se mora što prije obraditi kako ne bi došlo do sekundarne infekcije. 
- Čišćenje

Za jednostavne rane čišćenje može biti obavnjeno korištenjem nekoliko različitih rješenja, uključujući: mlaz vode (pod uvjetom da nije zagađena), sterilnu fiziološku otopinu ili antiseptičko sredstvo (dezinficijens). 
- Zatvaranje

Ako se liječnik odluči za zatvaranje rane, primjenjuju se neke od brojnih tehnika; ljepljiva traka, cianoakrilatno ljepilo, stapler, i šav (šavovi koji se resorbiraju imaju prednost jer ne zahtijevaju naknadno uklanjanje i prioritetno se koriste kod djece). 
Nakon čišćenja i zatvaranja rana se prekriva sterilnim povezom (gazom i poveskom). 

## Vanjske poveznice
- Ostomy Wound Management

### Sestrinski projekti
|  | Zajednički poslužitelj ima još gradiva o temi Wounds and injuries |

|  | Molimo pročitajte upozorenje o korištenju medicinskih informacija. Ne provodite liječenje bez savjetovanja s liječnikom! |